# Alfred Schmitt
Pour les articles homonymes, voir Schmitt.
Alfred Schmitt, né le 30 novembre 1907 à Bust en Alsace, et mort le 2 avril 1975 à Strasbourg, est un astronome français.
Schmitt travailla à l'observatoire d'Alger dans les années 1930 et 1940 puis à l'observatoire royal de Belgique à Uccle, dans les années 1950. Ses publications sont toutes signées A. Schmitt, comme il était d'usage dans cette profession à l'époque.
Il découvrit quatre astéroïdes.
Entre 1940 et 1948, il épousa sa collègue Odette Bancilhon.
L'astéroïde (1617) Alschmitt, découvert par son collègue d'Alger Louis Boyer, porte son nom.
| (1215) Boyer       | 19 janvier 1932 |
| (1614) Goldschmidt | 18 avril 1952   |
| (1622) Chacornac   | 15 mars 1952    |
| (3156) Ellington   | 15 mars 1953    |